# Kontinentální Evropa

Rozsah evropské pevniny, kontinentální Evropa

Kontinentální nebo pevninská Evropa je část kontinentu Evropa, s výjimkou okolních ostrovů. Lze na ni také nejednoznačně odkazovat jako na Evropský kontinent, – což na druhou stranu může znamenat také celou Evropu – nebo je také některými označována prostě jako Kontinent.

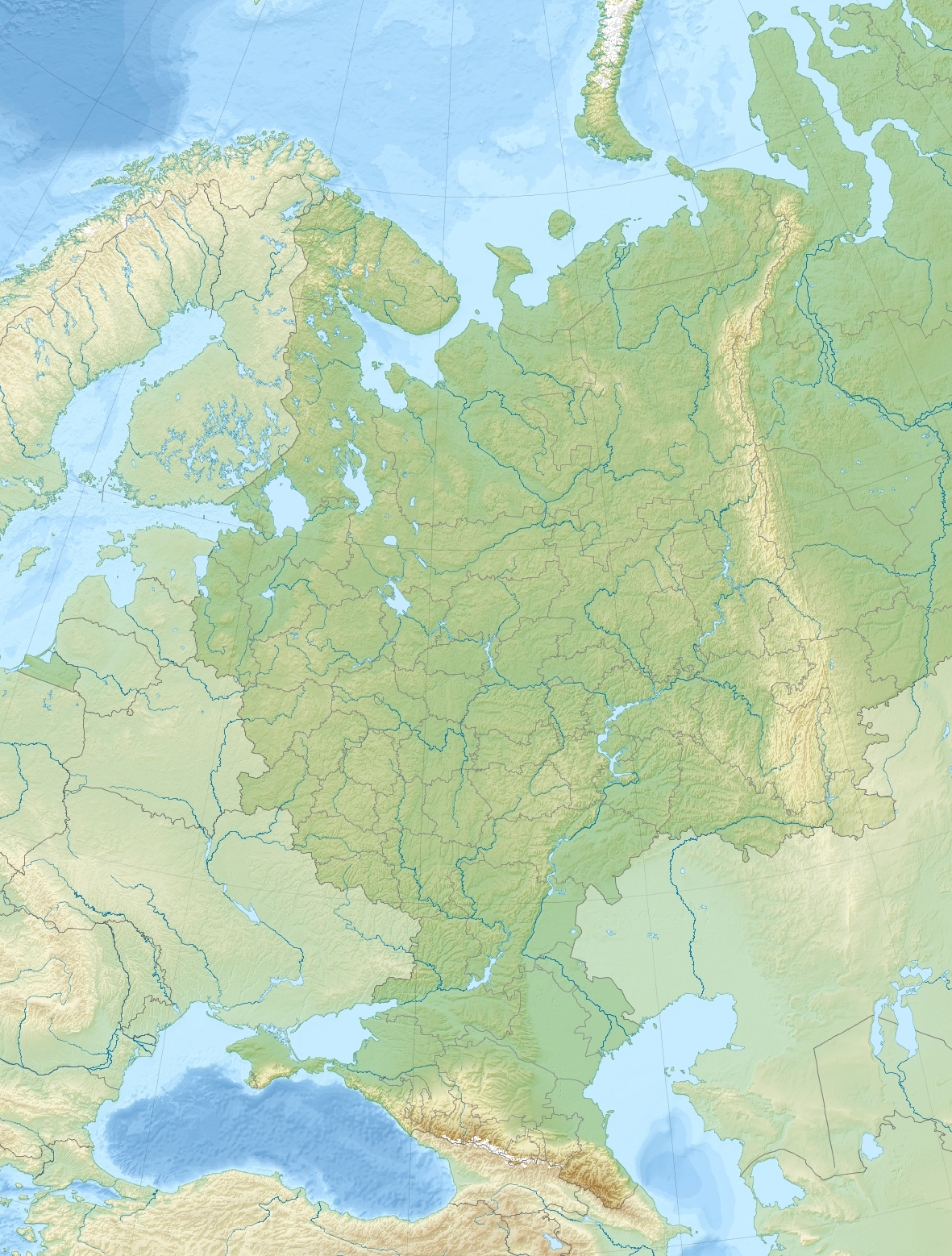
Východní polovina evropského kontinentu v Rusku, ohraničeném pohořím Kavkaz na jihu a která sahá až k pohoří Ural

Stará představa o Evropě jako o pojmu kulturního a evropského sjednocení se soustředila na jádro Evropy (Kerneuropa), kontinentální území historické Karolinské říše, odpovídající moderní Francii, Itálii, německy mluvící Evropě a státům Beneluxu (historická Austrasie). Toto historické jádro „Karolinské Evropy“ bylo v 50. letech úmyslně vyvoláno jako historický etnokulturní základ pro prospektivní Evropskou integraci.

## Použití
Nejčastější definice pevninské Evropy vyřazuje tyto kontinentální ostrovy: Řecké ostrovy, Kypr, Malta, Sicílie, Sardinie, Korsika, Baleárské ostrovy, Velká Británie a Irsko a okolní ostrovy, Nová země a severská souostroví, stejně tak jako blízké oceánské ostrovy, zahrnující Kanárské ostrovy, Madeiru, Azory, Island, Faerské ostrovy a Špicberky.
Skandinávský poloostrov je občas také vyřazen, protože i když je technicky součástí „pevninské Evropy“, de facto spojení se zbytkem kontinentu vede přes Baltské moře a Severní moře (spíše než přes zdlouhavou pozemní cestu, která zahrnuje cestování na sever poloostrova, kde se setkává s Finskem, a poté na jih přes severovýchodní Evropu).

### Velká Británie a Irsko
Ve Velké Británii i v Irsku je slovo Kontinent široce a obecně používáno jako odkaz na pevninskou Evropu. Zábavný titulek britských novin údajně jednou zněl: „Mlha v kanálu; kontinent odříznut“. Také se tvrdilo, že ve 30. letech byla toto pravidelná předpověď počasí v Británii. Navíc samotné slovo Evropa je také pravidelně používáno ve smyslu Evropy bez ostrovů Velké Británie, Islandu a Irska (přestože tento termín je často používán při odkazu na Evropskou unii). Termín pevninská Evropa je také někdy používán. Používání může reflektovat politickou nebo kulturní oddanost. Pro-evropští britští občané méně pravděpodobně použijí termín „Evropa“ ve smyslu oddělení Velké Británie a Irska.

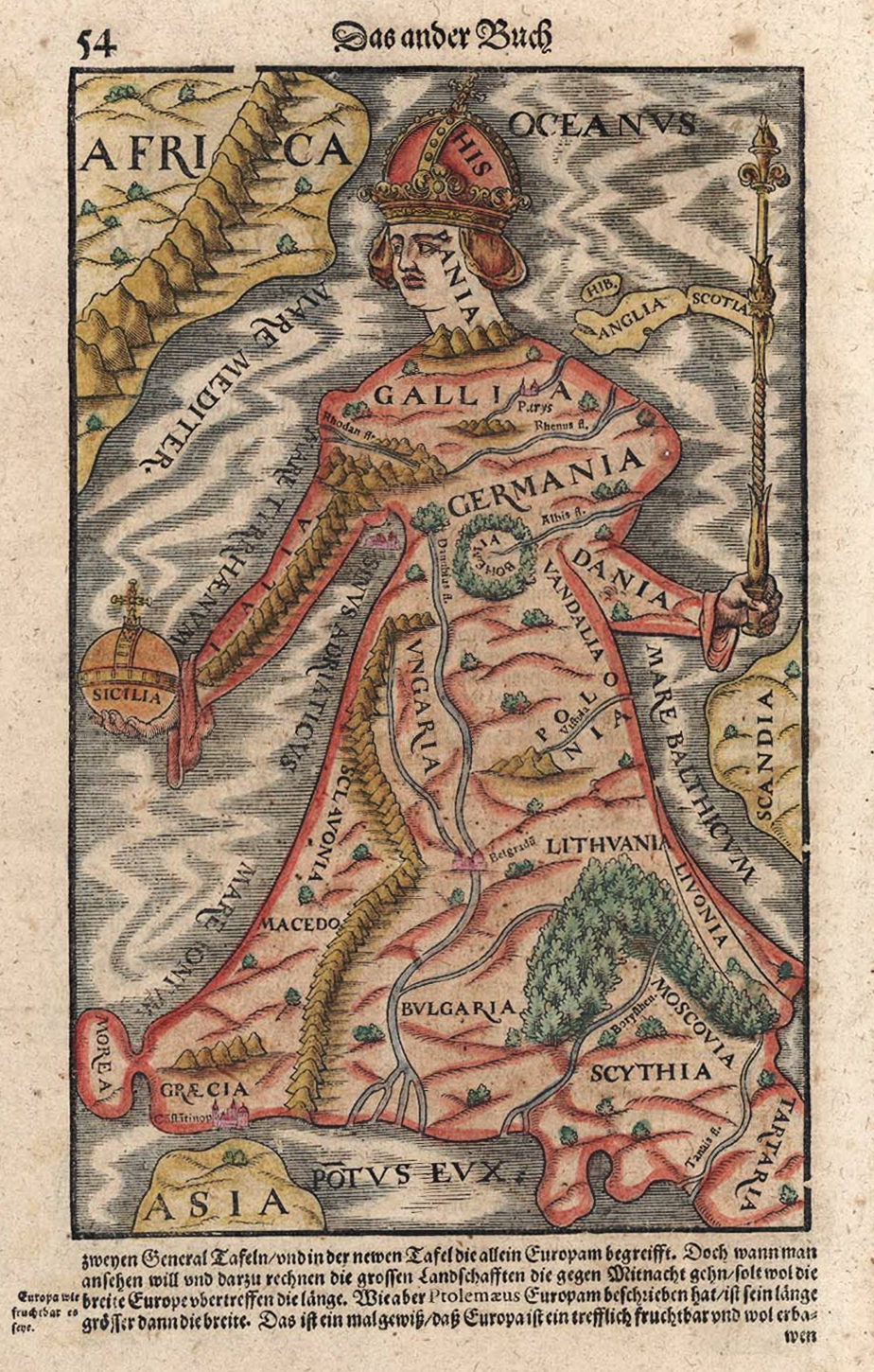
Mapa Europa Regina (Sebastian Münster, 1570), s výjimkou větší části Fennoskandinávie, ale včetně Velké Británie a Irska, Bulharska, Litevského velkoknížectví, Moskevského velkoknížectví a Krymského chanátu; Evropa drží Sicílii v podobě Královského jablka, Čechy tvoří srdce Evropy

Odvozeně, přídavné jméno kontinentální odkazuje na sociální praktiky nebo módu kontinentální Evropy. Příkladem je třeba snídaně, opalování nahoře bez a historicky, jízda na dlouhé vzdálenosti (před tím, než měla Británie dálnice), často známé jako Gran Turismo. Rozdíly jsou např. elektrické zásuvky, časové zóny z větší části, používání levé strany v provozu a ve Velké Británii měna a stálé používání imperiálních jednotek (míle, yardy, stopy, palce, kameny a libry) spolu s metrickými.

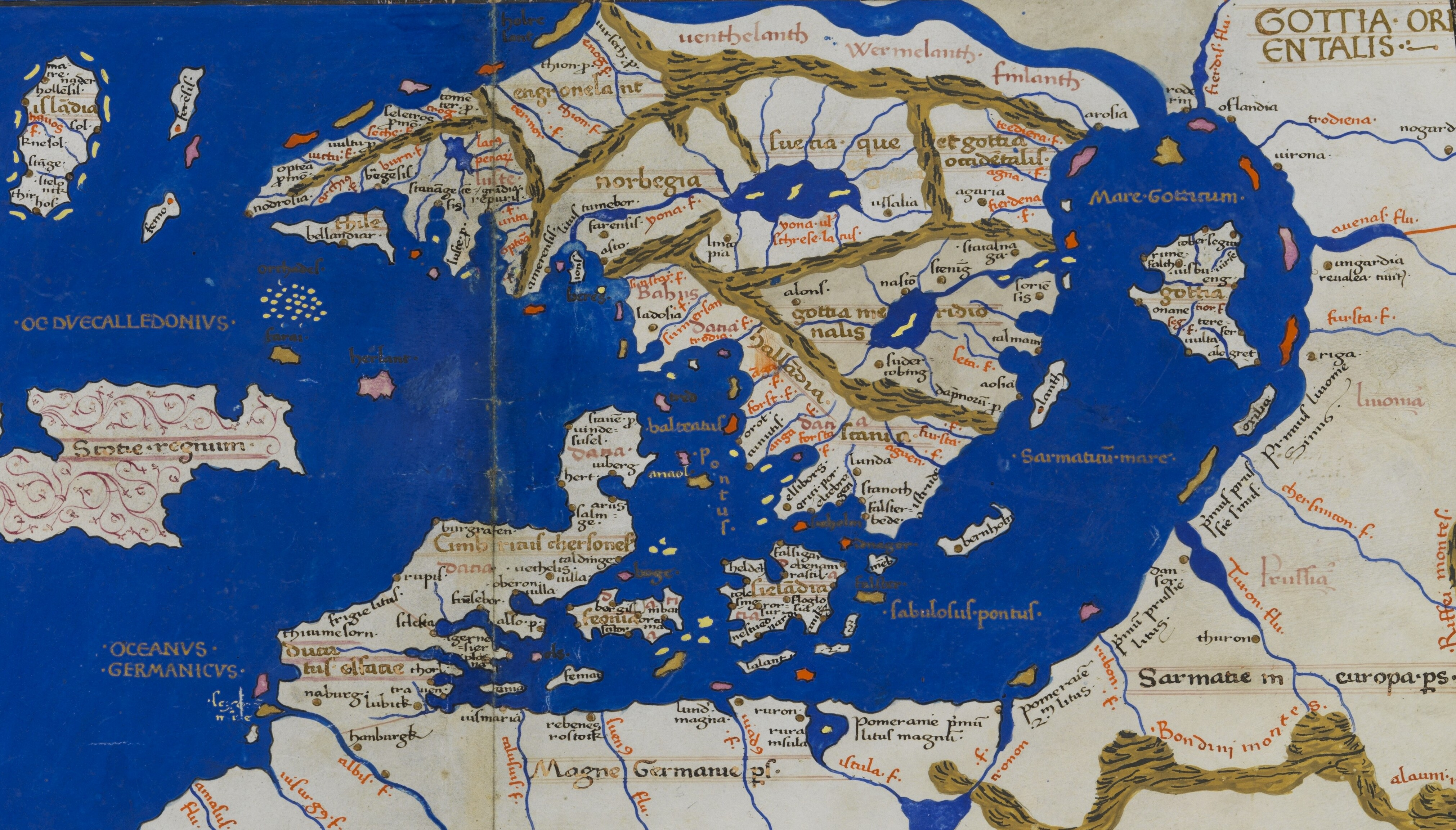
Mapa skandinávských ostrovů od Nicolause Germanuse pro publikaci Cosmographia Claudii Ptolomaei Alexandrini z roku 1467

Rozsah karolínské Evropy

Británie je fyzicky propojená s Evropou skrz podmořský Eurotunel (nejdelší podmořský tunel na světě), který obsluhuje Eurotunnel (pasažéři s dopravním prostředkem - dopravní prostředek vyžadován) a Eurostar (pouze použití pasažéry). Tyto služby byly založeny, aby převážely cestující a dopravní prostředky skrz tunel každý den, 24 hodin denně mezi Anglií a kontinentální Evropou, při zachování pasových a imigračních kontrolních opatření na obou stranách tunelu. Tato cesta je populární mezi uprchlíky a migranty, kteří se chtějí dostat do Velké Británie.

### Skandinávie
Hlavně v germánské filologii odkazuje slovo kontinentální na Evropský kontinent, vyřazujíc Skandinávský poloostrov, Británii, Irsko a Island. Důvodem je to, že přestože je Skandinávský poloostrov spojen s kontinentální Evropou, a je dostupný přes pozemní cestu podél 66. severní rovnoběžky, je obvykle dosahován přes moře.
Kontinenten (Kontinent) je lidový švédský výraz, který odkazuje na oblast vyřazujíc Švédsko, Norsko a Finsko, ale zahrnujíc Dánsko (i přes souostroví Dánska, které prakticky není součástí kontinentální Evropy) a zbytek kontinentální Evropy. Podobně v Norsku hovoří o Kontinentet jako o samostatné entitě. V Dánsko se o Jutsku mluví jako o pevnině, tím pádem je součástí kontinentální Evropy.
Skandinávský poloostrov je teď spojen s dánskou pevninou (Jutský poloostrov) několika mosty a tunely.

## Středomořské a atlantické ostrovy
Kontinent může také někdy odkazovat na kontinentální část Itálie (kromě Sardinie, Sicílie, atd.), kontinentální část Španělska (kromě Baleárských ostrovů, Kanárských ostrovů, Alboránu, atd.), kontinentální část Francie (kromě Korsiky, atd.), kontinentální část Portugalska (kromě Madeiry a Azorských ostrovů), nebo kontinentální části Řecka (kromě Jónských ostrovů, Egejských ostrovů a Kréty). Název je používán z perspektivy obyvatelů ostrova každé země, aby popsali kontinentální část jejich země nebo kontinent (nebo pevninu) jako celek.

Kontinentální Francie je také známá jako l'Hexagone, "Šestiúhelník", což odkazuje na přibližný tvar na mapě. Na kontinentální Španělsko je odkazováno jako na Poloostrovní Španělsko.

„Jádro Evropy“ signatářů Vnitřní šestky Pařížské smlouvy (1951) (zobrazeno modře; Francouzská čtvrtá republika s Alžírskem).